# Curtiss SBC Helldiver
Il Curtiss SBC Helldiver era un bombardiere in picchiata monomotore biplano prodotto dall'azienda statunitense Curtiss-Wright nella seconda parte degli anni trenta ed utilizzato principalmente dalla United States Navy durante la seconda guerra mondiale.
Operativo dal 1938, oltre che come bombardiere anche in missioni di ricognizione, fu l'ultimo biplano ad entrare in servizio con la United States Navy.

## Sviluppo
Nel 1932, la United States Navy assegnò alla Curtiss un contratto per la progettazione di un monoplano biposto con ala alta a parasole e carrello retrattile, motorizzato da un Wright R-1510 Whirlwind, destinato ad essere utilizzato come caccia imbarcato. Il velivolo risultante, designato XF12C-1, ha fatto cominciato a volare nel 1933. Il suo impiego fu cambiato prima in ricognitore, e poi in ricognitore-bombardiere (venendo quindi ridesignato XS4C-1 e XSBC-1 rispettivamente), ma l'XSBC-1 con ala a parasole era inadatto per il bombardamento in picchiata. Il suo progetto venne quindi rielaborato come biplano, con il primo volo del prototipo, designato XSBC-2, il 9 dicembre 1935.
Il modello di produzione iniziale SBC-3 era motorizzato da un Pratt & Whitney R-1535 Twin Wasp Junior. L'SBC-3 cominciò il servizio operativo nel 1938 e ne furono costruiti un totale di 83 esemplari.
L'SBC-4, motorizzato da un Wright R-1820 Cyclone, entrò in servizio nel 1939.

## Impiego Operativo

### In patria
La United States Navy ha iniziato a ricevere i nuovi aerei a metà del 1937 con il primo lotto assegnato alla Yorktown, ma la formula del biplano avanzato era già stata superata dai velocissimi sviluppi della tecnologia aeronautica caratteristici di quel periodo. Fu quindi presto relegato a compiti secondari ed utilizzato come addestratore avanzato per le unità di addestramento in Florida. L'ultimo aereo fu radiato dai registri della Marina nel mese di ottobre 1944.
Il forte interesse del periodo per il concetto di bombardamento in picchiata ha portato ad ordini dall'estero. Dei 174 SBC-4 costruiti, 50 sono stati consegnati alla Marina francese. Cinque velivoli dell'ordine francese sono stati consegnati alla Royal Air Force britannica, che li ha battezzati Curtiss Cleveland Mk.I. Il progetto stesso dello Junkers Ju 87 "Stuka", l'aereo che è rimasto nella storia come simbolo della specialità, è stato probabilmente influenzato da aerei come l' SBC Helldiver.
L'SBC Helldiver non era destinato ad avere una lunga vita di servizio in patria, ma fu sicuramente utile per lo sviluppo di tattiche di bombardamento in picchiata e per affinare le capacità degli equipaggi, fattore che si rivelò decisivo per la vittoria nella guerra nel Pacifico.

### Gli SBC-4 francesi
I 50 SBC-4 consegnati alla Francia erano in realtà aerei già in servizio con la Marina degli Stati Uniti. 
Il 6 giugno 1940, i riservisti della Marina ricevettero l'ordine di portare in volo immediatamente 50 SBC-4 allo stabilimento della Curtiss di Buffalo, New York.  A Buffalo, un ispettore del Bureau of Aeronautics informò i piloti che dovevano portare in volo i loro velivoli a Halifax, Nuova Scozia, per essere imbarcati a bordo della portaerei francese Béarn. Da Buffalo a Halifax, i piloti della Riserva erano ufficialmente dipendenti della Curtiss. La Curtiss avrebbe pagato ogni pilota 250 dollari più il biglietto ferroviario di ritorno da Halifax a Buffalo. Tutte le insegne della marina furono rimosse dalle loro uniformi o mascherate. Al ritorno a Buffalo, i piloti sarebbero tornati agli ordini della Marina per il ritorno alle loro basi.
I lavoratori della Curtiss fecero gli straordinari per rimuovere e sostituire tutti gli attrezzi e gli strumenti marcati BUAERO, BUSHIPS o BUORD. Le mitragliatrici da 0,30 in (7,62 mm) della US Navy furono sostituite da quelle da 0,50 in (12,7 mm) richieste e gli aerei vennero ridipinti in colori mimetici con il tricolore francese sul timone. La conversione frettolosa non permise un adeguato collaudo degli strumenti sostituiti, inoltre la situazione meteo deteriorò con pioggia e nebbia su gran parte del percorso da Buffalo a Halifax.
L'ispettore del Bureau of Aeronautics interruppe temporaneamente i voli dopo che uno dei primi piloti rimase ucciso in un incidente tra Albany e Buffalo. Quando il tempo migliorò, sezioni di tre velivoli furono inviate da Buffalo a Burlington, nel Vermont, poi sopra le White Mountains(New Hampshire) ad Augusta, nel Maine, e poi a Houlton, Maine. Dopo l'atterraggio a Houlton, ogni aereo venne rimorchiato lungo una strada oltre il confine canadese per poi decollare nuovamente dal pascolo di una fattoria presso New Brunswick per evitare le implicazioni legali del volo attraverso il confine.
I 49 aerei superstiti sorvolarono la Baia di Fundy e 44 di loro vennero caricati a bordo della Béarn a Dartmouth, Nova Scotia con 21 caccia P-36 Hawk e 25 Stinson 105 per l'Armée de l'Air  francese oltre a cinque Brewster Buffalo per il Belgio.
La Francia si arrese mentre la Béarn stava attraversando l'Atlantico; la nave fece quindi rotta verso la Martinica, dove gli SBC-4 si corrosero nel clima umido dei Caraibi in attesa su una collina vicino a Fort-de-France.
I cinque SBC-4 rimasti in Canada, quando la Francia si arrese furono rilevati dal Regno Unito e sono stati utilizzati come cellule per l'addestramento a terra.

## Varianti

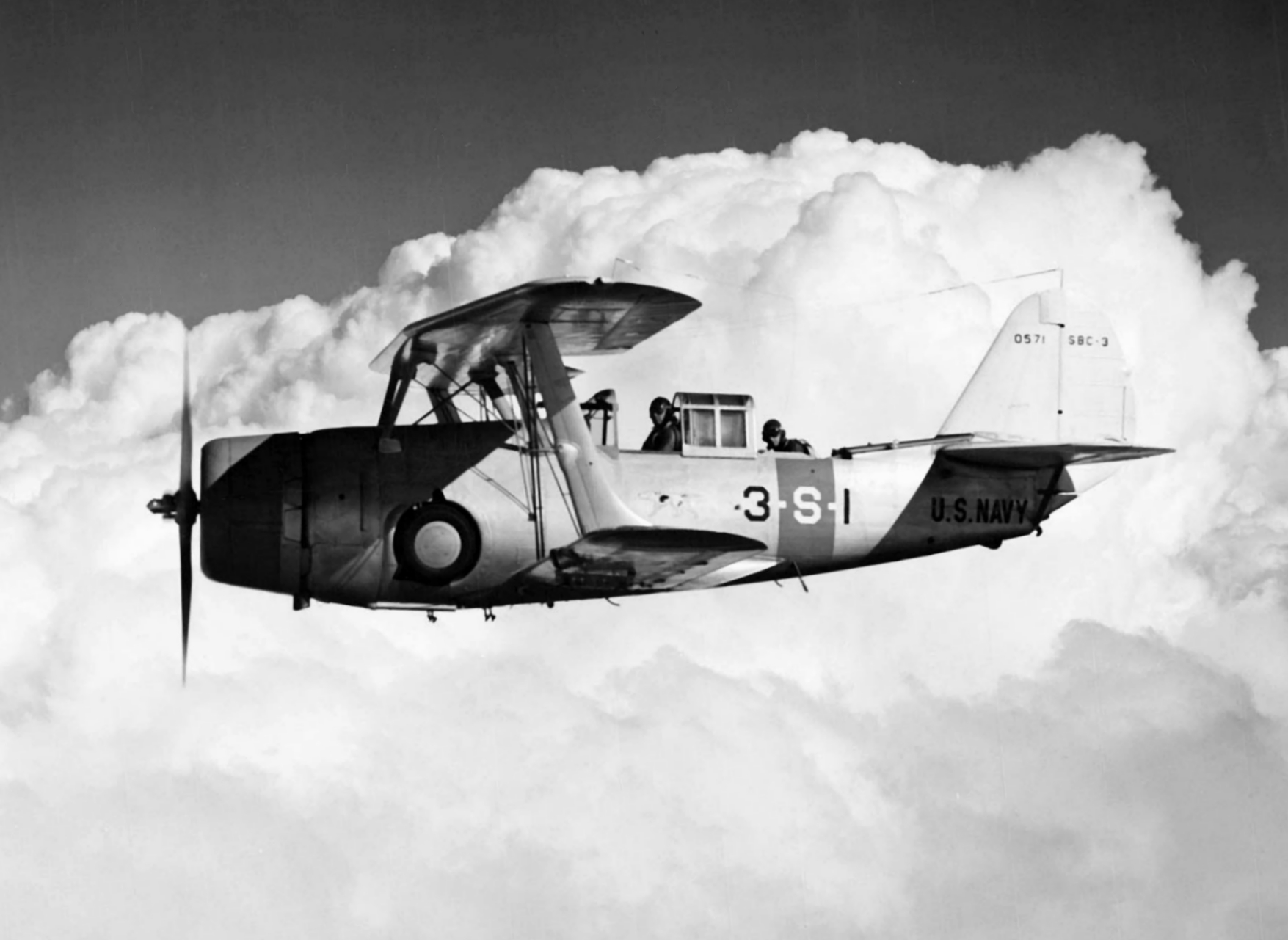
Un SBC-3 del VS-3, imbarcato sulla, 1939.

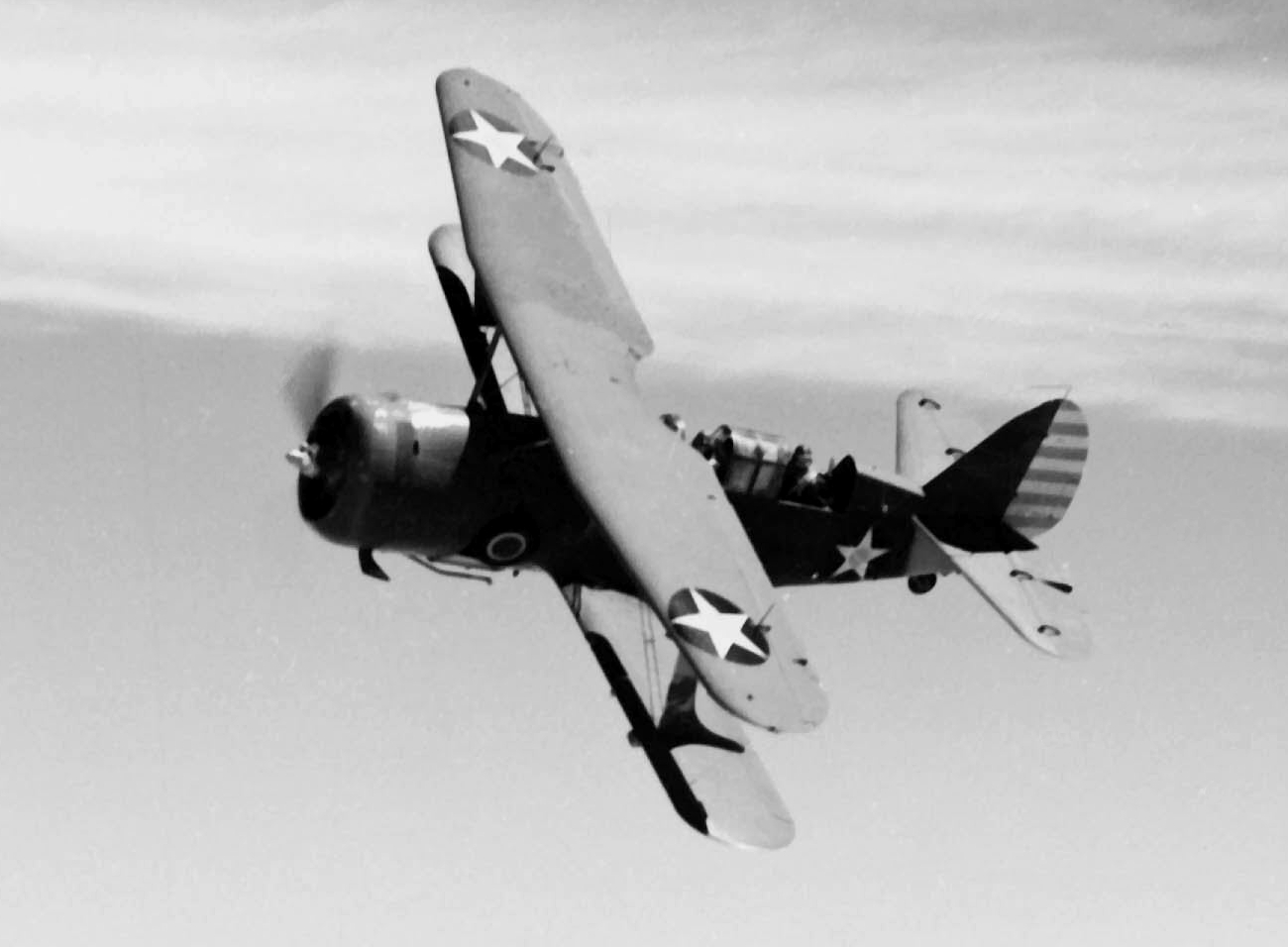
Un SBC-4 del United States Marine Corps, inizio 1942.

XF12C-1
Prototipo di caccia con ala a parasole equipaggiato con un motore radiale 14 cilindri doppia stella Wright R-1510-92 Whirlwind da 625 hp; un esemplare costruito, in seguito convertito in biplano come XS4C-1.
XS4C-1
Prototipo XF12C-1 ridesignato come appartenente alla categoria "Scout" (Ricognitore) prima di essere nuovamente ridesignato come XSBC-1.
XSBC-1
Prototipo XS4C-1 ridesignato come appartenente alla categoria "Scout/Bomber" (Ricognitore/Bombardiere), biplano con motore Wright R-1820-80 Cyclone.
XSBC-2
Biplano, basato sullo XSBC-1, motorizzato con un XR-1510-12 da 700 hp; un esemplare costruito.
XSBC-3
XSBC-2 rimotorizzato con un Pratt & Whitney R-1535-82 Twin Wasp Junior da 750 hp.
SBC-3
prima variante di produzione, con un P&W R-1535-94 da 825 hp; 83 costruiti.
XSBC-4
SBC-3 rimotorizzato con un R-1820-22 da 950 hp; un esemplare convertito.
SBC-4
seconda variante di produzione, motore R-1820-34 da 950 hp; 174 costruiti, compresi 50 trasferiti alla Marine nationale, la marina militare francese.
Cleveland I
designazione inglese per 5 esemplari di SBC-4, destinati precedentemente alla Marine nationale.

## Utilizzatori
Francia
- Aéronautique navale

 Regno Unito
- Royal Air Force

 Stati Uniti
- United States Marine Corps
- United States Navy

## Modellismo
Nonostante sia stato relativamente marginale, questo aereo non è stato dimenticato dai fabbricanti.
Nella tradizionale scala 1/72, fu riprodotto come vacuform dalla britannica RarePlanes. Sia la Heller che la Matchbox hanno creato due kits di buon livello di correttezza dell'SBC-4. Più dettagliato il primo, decisamente facile e piacevole da montare il secondo, come da rispettive tradizioni, entrambi forniscono decalcomanie per un esemplare della RAF (Cleveland Mk.I); mentre la Heller, per ovvi motivi, fornisce come alternativa la possibilità di realizzare un tutto sommato intrigante esemplare francese, la Matchbox offre decals per un esemplare US Navy nella sgargiante livrea del periodo.